# Primadonna (canção de Marina and the Diamonds)
Primadonna é uma canção gravada pela cantora e compositora galesa Marina and the Diamonds, retirada de seu segundo álbum de estúdio, Electra Heart, e lançada como o 1º single oficial do projeto. Antes de ser liberada para download digital, a faixa foi lançada na estação de rádio britânica BBC Radio 1, no dia 12 de Março de 2012, e logo em seguida, no dia 20 do mesmo mês, foi liberada para download pelas gravadoras 679 Artists, Atlantic Records e Warner Music UK. O lançamento da faixa nas estações de rádio da Suécia ocorreu no dia 3 de Abril de 2012, e nas rádios dos Estados Unidos foi marcado para o dia 5 de Junho do mesmo ano.
Derivada dos gêneros musicais electro-pop, house e disco, "Primadonna" tem como tema principal em sua letra o ego de uma garota, que deseja ter tudo para si. A faixa foi bem recebida pela maioria dos críticos musicais, que destacaram sua temática feminista e a evolução vocal de Marina em relação as canções de seu álbum de estreia, The Family Jewels (2010). Um videoclipe da canção foi lançado no canal oficial de Marina no YouTube no mesmo dia em que a faixa foi lançada na BBC Radio 1, e até o dia 2 de Junho de 2012, havia atingido mais de 5,4 milhões de visualizações no site.
No aspecto comercial, "Primadonna" também vem obtendo êxito, sendo até o momento, o single de melhor desempenho comercial de Marina. A faixa conseguiu atingir a 3ª posição da Irish Singles Chart, 3º na Áustria, 4º em Nova Zelândia, 9ª na Scottish Singles Chart e a 11ª da UK Singles Chart, além de atingir posições no Top 40 de países como a Alemanha, e Dinamarca.

## Desenvolvimento e conceito
No dia 8 de Fevereiro de 2012, Diamandis escreveu em sua conta oficial no Twitter a seguinte mensagem: "1º single será anunciado amanhã, diamonds. <3". No dia seguinte, como já havia adiantado, Diamandis revelou o título e a data de lançamento do single, através das seguintes mensagens: "1º SINGLE = ♡ P R I M A D O N N A ♡" e "DATA DE LANÇAMENTO: 1 6 . 0 4 . 1 2". A canção foi oficialmente liberada mais de um mês depois, no dia 12 de Março de 2012, em uma premiere na BBC Radio 1, e disponibilizada para download 8 dias depois. Em uma entrevista concedida a ELLE Girl, Marina falou sobre o conceito da canção:
"Ela fala sobre não precisar de ninguém quando se trata do amor — [quando] a sua motivação é viver para ser adorada. Normalmente, as garotas se sentem assim quando não são admiradas em um relacionamento. A inspiração para a canção veio de um ex-namorado. Ele achava engraçado o fato de eu ser uma mega rainha do drama, que estava sempre falando 'amor mundial' isso, 'amor mundial' aquilo! Ele me chamava de Prima Donna. Eu adorava isso, mas ao mesmo tempo odiava. É como dizem: 'Você só odeia nos outros o que você odeia em si mesmo'. Por isso, eu tive a ideia de canalizar essa personagem bastante conhecida, mas meio indesejável, em uma canção pop. É como diz o ditado (que eu acabei de inventar): 'Você [sempre] quer ser alguém ou [quer] datar alguém ao menos uma vez na vida."

## Recepção da crítica
| Críticas profissionais | Críticas profissionais |
| Avaliações da crítica  | Avaliações da crítica  |
| Fonte                  | Avaliação              |
| ---------------------- | ---------------------- |
| Digital Spy            | [ 9 ]                  |
| MTV Buzzworthy         | Positiva               |
| Popdust                | [ 11 ]                 |
| NME.com                | Negativa               |
| Female First           | 2/5                    |

Primadonna foi recebida de forma positava pelos críticos musicais. Robert Copesy, do Digital Spy, deu a faixa quatro de cinco estrelas, falando que nos versos "Got you wrapped around my finger babe/You can count on me to misbehave", Diamandis cantou "um dos vários arquétipos femininos que estão estão presentes em seu próximo LP (Electra Heart).

## Performance comercial
Primadonna obteve um desempenho comercial satisfatório, sendo o single mais bem sucedido da carreira de Marina. No Reino Unido, no dia 22 de Abril de 2012, a faixa debutou na 11ª posição da UK Singles Chart, vendendo 25,337 cópias na semana de lançamento, sendo essa a sua canção mais bem sucedida no chart, uma vez que ela bateu o resultado da canção "Hollywood", que até então era sua canção de melhor desempenho no chart, por ter atingido a 12ª posição. Na semana seguinte, a faixa caiu para a 13ª posição do chart, porém, na semana seguinte, retornou a posição de estreia. Na Irlanda, a canção atingiu a 3ª posição da Irish Singles Chart, a melhor posição atingida pela canção no mundo inteiro. A faixa também obteve um resultado satisfatório na Escócia, onde chegou até a 9ª posição da Scottish Singles Chart.
Em outros países, a canção obteve um desempenho semelhante. Na Rússia, a faixa atingiu a 7ª posição, e na Eslováquia, chegou até a 11ª posição. A canção ainda fez entradas nos charts de outros países ao redor do mundo, como a Alemanha (18ª posição), Lituânia (10ª posição), Nova Zelândia (15ª posição), entre outros.

## Videoclipe

Trecho do videoclipe oficial da canção.

O videoclipe de "Primadonna" foi liberado oficialmente pela cantora através de sua conta no YouTube no dia 12 de Março de 2012, horas depois da canção ter sido lançada na rádio britânica BBC Radio 1. O video foi dirigido por Casper Balslev e filmado em Copenhagen, na Dinamarca. Ele foi lançado como a 4ª parte de uma série de videos que vem sendo lançados para divulgar Electra Heart, segundo álbum de estúdio da cantora, tendo sido antecedido pelos videos de "Fear and Loathing", "Radioactive" e um vídeo intitulado "The Archetypes".

### Sinopse
O vídeo tem uma duração total de 3 minutos e 59 segundos, e tem como foco principal Marina. Durante todo o videoclipe, são vistas cenas em que a cantora anda dentro de uma mansão, interpretando uma estrela de cinema. O principal objetivo é caracterizar a "Primadonna Girl", uma garota egocentrista, e por esse motivo, o foco do video como um todo é na personagem vivida por Marina. Em uma das cenas do vídeo, podemos ver Marina lendo o romance "Secrets of an Accidental Dutchess", da autora Jennifer Haymore.

## Performances
Marina performou "Primadonna" ao vivo por diversas vezes e em diversos programas de TV e shows.

## Lista de faixas

### Download digital
| Edição padrão |              |                                                              |                  |         |  |
| N.º           | Título       | Compositor(es)                                               | Produtor(es)     | Duração |  |
| 1.            | "Primadonna" | Marina Diamandis, Julie Frost, Łukasz Gottwald, Henry Walter | Dr. Luke, Cirkut | 3:41    |  |

| Edição 2track  |                                    |                                    |                            |         |  |
| N.º            | Título                             | Compositor(es)                     | Produtor(es)               | Duração |  |
| 1.             | "Primadonna"                       | Diamandis, Frost, Gottwald, Walter | Dr. Luke, Cirkut           | 3:41    |  |
| 2.             | "Primadonna" (Benny Benassi Remix) | Diamandis, Frost, Gottwald, Walter | Dr. Luke, Cirkut, Benassi* | 7:05    |  |
| Duração total: | Duração total:                     | Duração total:                     | Duração total:             | 10:46   |  |

| Edição Remixes (EP) |                                    |                                    |                            |         |  |
| N.º                 | Título                             | Compositor(es)                     | Produtor(es)               | Duração |  |
| 1.                  | "Primadonna"                       | Diamandis, Frost, Gottwald, Walter | Dr. Luke, Cirkut           | 3:41    |  |
| 2.                  | "Primadonna" (Benny Benassi Remix) | Diamandis, Frost, Gottwald, Walter | Dr. Luke, Cirkut, Benassi* | 7:05    |  |
| 3.                  | "Primadonna" (Riva Starr Remix)    | Diamandis, Frost, Gottwald, Walter | Dr. Luke, Cirkut, Starr*   | 5:45    |  |
| 4.                  | "Primadonna" (BURNS Remix)         | Diamandis, Frost, Gottwald, Walter | Dr. Luke, Cirkut, BURNS*   | 4:29    |  |
| 5.                  | "Primadonna" (Evian Christ Remix)  | Diamandis, Frost, Gottwald, Walter | Dr. Luke, Cirkut, Christ*  | 3:44    |  |
| Duração total:      | Duração total:                     | Duração total:                     | Duração total:             | 24:44   |  |

| Edição Acoustic (EP) |                            |                                                  |                          |         |  |
| N.º                  | Título                     | Compositor(es)                                   | Produtor(es)             | Duração |  |
| 1.                   | "Primadonna" (acoustic)    | Diamandis, Frost, Gottwald, Walter               | Dr. Luke, Cirkut         |         |  |
| 2.                   | "Starring Role" (acoustic) | Diamandis, Greg Kurstin                          | Kurstin                  |         |  |
| 3.                   | "Lies" (acoustic)          | Diamandis, Gottwald, Thomas Wesley Pentz, Walter | Dr. Luke, Cirkut, Diplo* |         |  |

(*) denota co-produtor(es)

### CD Single
| Edição padrão  |                                |                                    |                           |         |  |
| N.º            | Título                         | Compositor(es)                     | Produtor(es)              | Duração |  |
| 1.             | "Primadonna"                   | Diamandis, Frost, Gottwald, Walter | Dr. Luke, Cirkut          | 3:41    |  |
| 2.             | "Primadonna" (Kat Krazy Remix) | Diamandis, Frost, Gottwald, Walter | Dr. Luke, Cirkut, Krazy*  | 3:39    |  |
| 3.             | "Primadonna" (Walden Remix)    | Diamandis, Frost, Gottwald, Walter | Dr. Luke, Cirkut, Walden* | 6:21    |  |
| 4.             | "Primadonna" (BURNS Remix)     | Diamandis, Frost, Gottwald, Walter | Dr. Luke, Cirkut, BURNS*  | 4:29    |  |
| Duração total: | Duração total:                 | Duração total:                     | Duração total:            | 18:10   |  |

| Edição 2track  |                                    |                                    |                            |         |  |
| N.º            | Título                             | Compositor(es)                     | Produtor(es)               | Duração |  |
| 1.             | "Primadonna"                       | Diamandis, Frost, Gottwald, Walter | Dr. Luke, Cirkut           | 3:41    |  |
| 2.             | "Primadonna" (Benny Benassi Remix) | Diamandis, Frost, Gottwald, Walter | Dr. Luke, Cirkut, Benassi* | 7:05    |  |
| Duração total: | Duração total:                     | Duração total:                     | Duração total:             | 10:46   |  |

(*) denota co-produtor(es)

## Desempenho nas paradas musicais
| Tabela musical (2012)                          | Melhor posição |
| ---------------------------------------------- | -------------- |
| Austrália — ARIA Charts                        | 73             |
| O campo songid é OBRIGATÓRIO PARA PARADA ALEMÃ | 18             |
| Áustria (Ö3 Austria Top 75)                    | 3              |
| Croácia - HRT                                  | 15             |
| Dinamarca — Tracklisten                        | 40             |
| Escócia (Scottish Singles Chart)               | 9              |
| Eslováquia (Rádio Top 100)                     | 11             |
| Países Baixos (Single Top 100)                 | 96             |
| Irlanda — Irish Singles Chart                  | 2              |
| Lituânia — Tavo Muzikos Pasaulis               | 10             |
| Nova Zelândia (Recorded Music NZ)              | 4              |
| Rússia — Europa Plus                           | 7              |
| Sérvia — Pop Top Airplay Chart                 | 26             |
| Suíça — Schweizer Hitparade                    | 21             |
| Reino Unido (UK Singles Chart)                 | 11             |
| UK Official Streaming Chart Top 100            | 9              |
| Hungria — Magyar Hanglemezkiadók Szövetsége    | 37             |
| União Europeia — Euro Digital Songs            | 12             |
| União Europeia — Euro Digital Tracks           | 12             |

## Histórico de lançamento
| País           | Data                | Formato          | Gravadora                                                    |
| -------------- | ------------------- | ---------------- | ------------------------------------------------------------ |
| Reino Unido    | 12 de Março de 2012 | Estreia na rádio | 679 Artists, Atlantic Records                                |
| Alemanha       | 20 de Março de 2012 | Download digital | 679 Artists, Atlantic Records, Elektra Records, Warner Music |
| Austrália      | 20 de Março de 2012 | Download digital | 679 Artists, Atlantic Records, Elektra Records, Warner Music |
| Canadá         | 20 de Março de 2012 | Download digital | 679 Artists, Atlantic Records, Elektra Records, Warner Music |
| Dinamarca      | 20 de Março de 2012 | Download digital | 679 Artists, Atlantic Records, Elektra Records, Warner Music |
| Eslováquia     | 20 de Março de 2012 | Download digital | 679 Artists, Atlantic Records, Elektra Records, Warner Music |
| Espanha        | 20 de Março de 2012 | Download digital | 679 Artists, Atlantic Records, Elektra Records, Warner Music |
| Estados Unidos | 20 de Março de 2012 | Download digital | 679 Artists, Atlantic Records, Elektra Records, Warner Music |
| Grécia         | 20 de Março de 2012 | Download digital | 679 Artists, Atlantic Records, Elektra Records, Warner Music |
| Irlanda        | 20 de Março de 2012 | Download digital | 679 Artists, Atlantic Records, Elektra Records, Warner Music |
| Japão          | 20 de Março de 2012 | Download digital | 679 Artists, Atlantic Records, Elektra Records, Warner Music |
| Nova Zelândia  | 20 de Março de 2012 | Download digital | 679 Artists, Atlantic Records, Elektra Records, Warner Music |
| Reino Unido    | 20 de Março de 2012 | Download digital | 679 Artists, Atlantic Records, Elektra Records, Warner Music |
| Suécia         | 20 de Março de 2012 | Download digital | 679 Artists, Atlantic Records, Elektra Records, Warner Music |
| Suécia         | 3 de Abril de 2012  | Estreia na rádio | Warner Music                                                 |
| Reino Unido    | 16 de Abril de 2012 | CD single        | Warner Music                                                 |
| Alemanha       | 18 de Maio de 2012  | CD single        | Warner Music                                                 |
| Estados Unidos | 5 de Junho de 2012  | Estreia na rádio | Roadrunner Records                                           |

## Ligação externa
- Videoclipe de "Primadonna" no Site Oficial de Marina